# サッカーニューカレドニア女子代表
サッカーニューカレドニア女子代表（サッカーニューカレドニアじょしだいひょう）は、ニューカレドニアサッカー連盟(フランス語: Fédération Calédonienne de Football, 略称：FCF)によって編成されるニューカレドニアの女子サッカーナショナルチームである。オセアニアサッカー連盟(OFC)に所属している。1983年に代表チームが結成され、オセアニア女子サッカー選手権であるOFC女子ネイションズカップの第一回目に開催国として出場している。
女子ワールドカップ出場はない。なお、国際オリンピック委員会（IOC）加盟地域ではないため、オリンピックには出場できない。

## ワールドカップの成績
- 1991 - 不参加
- 1995 - 不参加
- 1999 - 不参加
- 2003 - 不参加
- 2007 - 不参加
- 2011 - 不参加
- 2015 - 不参加

## OFC女子ネイションズカップの成績
- 1983 - 3位
- 1986 - 不参加
- 1989 - 不参加
- 1991 - 不参加
- 1995 - 不参加
- 1998 - 不参加
- 2003 - 不参加
- 2007 - 不参加
- 2010 - 不参加
- 2014 - 不参加